# Torneo di Merano 1924
Il torneo di Merano 1924 è stato un torneo internazionale di scacchi che si è svolto a Merano dal 4 al 22 febbraio 1924.
Vi parteciparono 14 giocatori di otto diversi paesi e fu vinto da Ernst Grünfeld con 10,5 punti su 13.
La variante di Merano della difesa semislava prende il nome da questo torneo (fu giocata con successo da Rubinstein contro Grünfeld).
Il premio di bellezza fu assegnato a Siegbert Tarrasch per la sua vittoria contro Edgar Colle.
Si svolse anche un "torneo B", vinto dal tedesco Bruno Böhm con 5,5 su 7. Mario Monticelli si classificò quinto con il 50% dei punti.

## Classifica e risultati
| #  | Giocatore                        | 1 | 2 | 3 | 4 | 5 | 6 | 7 | 8 | 9 | 10 | 11 | 12 | 13 | 14 | Totale |
| 1  | Ernst Grünfeld (AUT)             | * | 1 | 0 | ½ | ½ | 1 | 1 | 1 | 1 | ½  | 1  | 1  | 1  | 1  | 10½    |
| 2  | Rudolf Spielmann (AUT)           | 0 | * | ½ | 1 | 1 | ½ | 0 | ½ | 1 | ½  | 1  | 1  | 1  | 1  | 8½     |
| 3  | Akiba Rubinstein (POL)           | 1 | ½ | * | ½ | ½ | 0 | 1 | 1 | ½ | ½  | 1  | 0  | 1  | ½  | 8      |
| 4  | Alexey Selezniev (RUS)           | ½ | 0 | ½ | * | ½ | 1 | 1 | ½ | ½ | ½  | ½  | 1  | ½  | ½  | 7½     |
| 5  | David Przepiorka (POL)           | ½ | 0 | ½ | ½ | * | 0 | 0 | 1 | ½ | 1  | 1  | 1  | ½  | 1  | 7½     |
| 6  | Sándor Takács (HUN)              | 0 | ½ | 1 | 0 | 1 | * | 1 | 0 | 1 | ½  | ½  | 1  | ½  | ½  | 7      |
| 7  | Edgar Colle (BEL)                | 0 | 1 | 0 | 0 | 1 | 0 | * | 1 | ½ | 0  | 0  | 1  | 1  | 1  | 6½     |
| 8  | Lajos Steiner (HUN)              | 0 | ½ | 0 | ½ | 0 | 1 | 0 | * | ½ | 1  | 1  | ½  | 1  | ½  | 6½     |
| 9  | Karel Opočenský (CSK)            | 0 | 0 | ½ | ½ | ½ | ½ | ½ | ½ | * | ½  | ½  | ½  | 1  | 1  | 6½     |
| 10 | Siegbert Tarrasch (DEU)          | ½ | ½ | ½ | ½ | 0 | ½ | 1 | 0 | ½ | *  | ½  | ½  | 0  | 1  | 6      |
| 11 | George Koltanowski (BEL)         | 0 | 0 | 0 | ½ | 0 | ½ | 1 | 0 | ½ | ½  | *  | 1  | 0  | 1  | 5      |
| 12 | Gyula Patay (HUN) [2]            | 0 | ½ | 1 | 0 | 0 | 0 | 0 | ½ | ½ | ½  | 0  | *  | 1  | ½  | 4½     |
| 13 | Stefano Rosselli del Turco (ITA) | 0 | 0 | 0 | ½ | ½ | ½ | 0 | 0 | 0 | 1  | 1  | 0  | *  | 1  | 4½     |
| 14 | Luigi Miliani (ITA)              | 0 | 0 | ½ | ½ | 0 | ½ | 0 | ½ | 0 | 0  | 0  | ½  | 0  | *  | 2½     |